# مارلين مور
مارلين مور (بالإنجليزية: Marilyn Moore)‏ هي عازفة الجاز أمريكية، ولدت في 16 يونيو 1931 في شيكاغو في الولايات المتحدة، وتوفيت في مارس 1992 في فورت لودرديل في الولايات المتحدة.

## وصلات خارجية
- مارلين مور على موقع ميوزك برينز (الإنجليزية)
- مارلين مور على موقع ديسكوغز (الإنجليزية)